# Кро, Катерина
Катерина Кро (англ. Catherine Crowe, урождённая Стивенс; 20 сентября 1800 года, Бороу-Грин, Кент — 14 июня 1872 года) — английская писательница, автор драматических произведений, детских книг и романов.

## Биография
Катерина Кро родилась 20 сентября 1800 года в городке Бороу-Грин (англ. Borough Green) на юго-востоке Англии.
В 1822 году вышла за офицера Кро и практически всю оставшуюся жизнь провела в Эдинбурге.
Наибольшую популярность ей принесла опубликованная в 1848 году книга «Тёмная сторона Природы» (англ. The Night-side of Nature), а также сборники мистических рассказов.
Катерина Кро скончалась 14 июня 1876 года в городе Фолкстоне.